# Federación Nacional de Empresarios de Instalaciones Eléctricas y de Telecomunicaciones de España

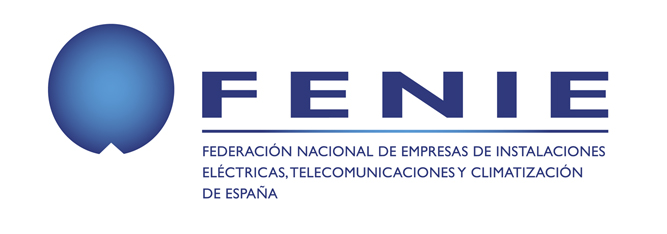
Logo de la organización

FENIE (Federación Nacional de Empresarios de Instalaciones Eléctricas y de Telecomunicaciones de España) se constituyó como tal en octubre de 1977 de acuerdo con la vigente legislación de asociaciones profesionales.
FENIE está integrada actualmente por 56 Asociaciones Provinciales, que efectúan instalaciones, mantenimiento y proyectos tanto de telecomunicaciones como eléctricos de alta, media y baja tensión con el equipamiento apropiado y que abastecen toda clase de dispositivos que consumen corriente, así como los aparatos que comprenden los sistemas eléctricos, electrónicos y sistemas de transmisión o de comunicación. Agrupa libremente a más de 15.000 empresas de instalaciones eléctricas y telecomunicaciones que ocupan a unos 85.000 trabajadores altamente especializados y que alcanzan un volumen anual de negocios que supera los 9.500 millones de euros.
La actividad de FENIE es impulsar, coordinar y promover acciones técnicas, sociales, económicas y formativas para todos sus asociaciones asociadas y por ende a los asociados que representan. En una palabra, darles servicios y defender sus intereses profesionales.
Como organización patronal, FENIE forma parte de las organizaciones Confemetal y CEOE.

## Historia
FENIE fue fundada en 1977, al albor de las primeras épocas de la democracia en España. El número de asociaciones fundadoras fue de 11.
Los presidentes que han ostentado el cargo de FENIE desde su constitución han sido:
1. Antonio Casares Hueso. Presidente desde 1977 a 1978
2. Pascual Simón Bribián. Presidente desde 1979 a 1981
3. Serapio Calvo Miguel. Presidente desde 1981 a 2003
4. Romualdo Arias Blanco. Presidente desde 2003 a 2007[2]

## Órganos de gobierno
La máxima representación de FENIE es su Asamblea General, que es la reunión de los presidentes de todas las asociaciones que la integran. De ella depende la Junta Directiva, compuesta por idéntica representación. Ante ambas responde el Comité Ejecutivo, órgano de gobierno ejecutivo de la Federación Nacional, en torno al que se desarrolla la estructura profesional de FENIE, liderada por su secretario general-gerente. 
La Federación desarrolla sus trabajos en torno a tres comisiones:
- Comisión de Industria y Energía
- Comisión de Telecomunicaciones y Nuevas Tecnologías
- Comisión de Formación

## Servicios
La federación ofrece servicios de asesoría (técnica y legal) formación (en las diferentes materias que componen la actividad de las empresas, así como en gestión empresarial) marketing (congresos nacionales, participación en ferias, etc.), convenios con otras compañías y empresas, tramitaciones, información sobre mercados, etc.
Además edita trimestralmente una publicación, FENIE Informa, dirigida a todas las empresas asociadas y en la que se recoge la actualidad de la federación, de las asociaciones integradas y del sector eléctrico en general.

## La empresa instaladora
La empresa instaladora ejerce una función integradora de servicios tecnológicos en la sociedad moderna, ya sea en materia eléctrica o de telecomunicaciones. Los profesionales ejercen actividades de instalación en los sectores doméstico, terciario e industrial, ya sea en lo relativo a nuevas instalaciones, rehabilitación o mantenimiento. Sus sectores principales de actividad son los siguientes:
- Baja tensión
- Alta tensión
- Iluminación
- Alumbrado público
- Domótica
- Telecomunicaciones
- Energías renovables
- Instalaciones contra incendios
- Instalaciones de seguridad

Para ello disponen de los requisitos profesionales que acreditan su condición de profesionales cualificados y que son exigidos por la Administración.